# Andrej Plenković
Andrej Plenković (Zagreb, 8 de abril de 1970) é um político e diplomata croata, atual Primeiro-ministro da Croácia, desde 19 de outubro de 2016. Ele é presidente da União Democrática Croata, desde 2016.

## Biografia
Plenković estudou direito na Universidade de Zagreb, em 1993. Dentro de sua carreira diplomática, foi também chefe do Departamento para a Integração Europeia, assessor do Ministro da Croácia para a Integração Europeia, vice-embaixador para a União Europeia (2005-2005) e vice-embaixador na França (2005-2010).
Em 2010, ele foi ministro das Relações Exteriores de Gordan Jandroković e nomeado como Secretário de Estado para a Integração Europeia. Nesses papéis, ele desempenhou um fundamental na abertura e no progresso das negociações para a adesão da Croácia à União Europeia.